# Ivar Frederick Tidestrøm
Ivar Frederick Tidestrøm (* 13. November 1864 in Hidinge, Provinz Närke in Schweden; † 2. August 1956 in Saint Petersburg, Florida) war ein schwedischer Botaniker. Sein botanisches Autorenkürzel lautet "Tidestr." Seine Spezialgebiete waren die Samenpflanzen (Spermatophytina) und die Farnartigen Pflanzen (Pteridophyta).

## Leben und Karriere
Tidestrøm besuchte die Schule in Örebro. 1880 ging er nach New York, wo er noch im selben Jahr der 4. Cavalry der U.S. Army beitrat. 1884 verletzte er sich bei einem Sturz vom Pferd an der Hüfte und beendete seinen Dienst vorübergehend, diente jedoch von 1887 bis 1891 erneut in der U. S. Army. 1891 begann er ein Ingenieursstudium an der University of California. Dort wurde er Assistent von Edward Lee Greene und wechselte zur Biologie. Als Greene eine Professur an der Catholic University in Washington, D.C. annahm, folgte er ihm und erlangte 1897 den Titel eines Ph.D. 1903 wurde er für 40 $ im Monat Botanischer Assistent beim Bureau of Plant Industry unter dem Botaniker Frederick V. Coville.
Seine erste große Veröffentlichung Elysium Marianum (1906–10) war ein illustriertes Werk über die Flora von Maryland. 1910 war Professor Greene Verantwortlicher für Botanik am Smithsonian und arbeitete im Auftrag des Forest Service daran, eine große Sammlung von Pflanzen zu identifizieren. Kurz vor Greenes Tod übernahm Tidestrøm 1915 die Identifizierungs- und Sammlungsarbeit und arbeitete an einem Bestimmungsschlüssel der Flora der Weststaaten. Er veröffentlichte sein darauf basierendes Werk Flora of Utah and Nevada 1925.
Als er sich 1924 aus dem U. S. Department of Agriculture zurückzog, war er eine der größten Kapazitäten für die Flora der Vereinigten Staaten. Er kehrte an die Catholic University zurück und übernahm für fünf Jahre die botanische Abteilung. Er setzte sich 1931 als 75-Jähriger in Florida zur Ruhe. Sein späteres, größeres Werk Flora of Arizona and New Mexico (1941) verfasste er gemeinsam mit seiner Schwester Mary Teresita Kittell. Auf seiner letzten Reise, die den 90-Jährigen 1954 zu einem Familientreffen in Schweden führte, fügte er den 14.000 Sammlungen beim Smithsonian Institute 300 neue  hinzu.

## Ehrungen
Der Gattungsname Tidestromia Standl. aus der Familie der(Amaranthaceae)  und einige Art-Epitheta wie Penstemon tidestromii Pennell und Viola tidestromii Greene erinnern an ihn.
Er wurde 1910 in den „Washington Biologists' Field Club“ aufgenommen und beendete seine Mitgliedschaft 1946 aus persönlichen Gründen.